# Helina snyderi
Helina snyderi este o specie de muște din genul Helina, familia Muscidae, descrisă de Steyskal în anul 1966. Conform Catalogue of Life specia Helina snyderi nu are subspecii cunoscute.